# Завод азотних добрив у Тал
Завод азотних добрив у Тал — підприємство хімічної промисловості, яке розташоване у штаті Махараштра, Індія.

## Історія
Завод став до ладу в 1985 році та первісно міг продукувати 2700 тонн аміаку та 4500 тонн сечовини на добу.  
У 2012-му завершили модернізацію[хто?], унаслідок чого ці показники зросли до 3500 тонн та 6060 тонн відповідно, тоді як річна потужність по цім продуктам приблизно на рівні 1,16 млн тонн та 2 млн тонн. Фактичне виробництво може перевищувати цей показник, наприклад, у 2014/2018 бюджетному році підприємство випустило 2178 тисяч тонн сечовини. 
Як сировину для виробництва аміаку використовують природний газ, що надходить по трубопроводу Уран – Тал. 
Для забезпечення власних енергетичних потреб підприємство має дві турбіни потужністю по 15 МВт.

## Власники
Завод належить компанії Rashtriya Chemicals and Fertilizers Limited (RCFL), найбільшим власником якої з часткою у 75% є держава.